# Thorn in My Side
Thorn in My Side – singel brytyjskiego duetu Eurythmics, wydany w 1986 roku.

## Ogólne informacje
Był to trzeci singel z albumu Revenge (a drugi wydany w Europie). Okazał się sukcesem na listach przebojów, zwłaszcza w Wielkiej Brytanii, gdzie dotarł do piątego miejsca, i w Irlandii (miejsce drugie). Był to ostatni singel Eurythmics w brytyjskim Top 10. Na stronie B umieszczono piosenkę „In This Town”.

## Teledysk
Twórcy teledysku to Chris Ashbrook oraz David A. Stewart.

## Pozycje na listach przebojów
| Kraj              | Pozycja |
| ----------------- | ------- |
| Wielka Brytania   | 5       |
| Irlandia          | 2       |
| Stany Zjednoczone | 68      |
| Kanada            | 41      |
| Niemcy            | 26      |
| Austria           | 14      |
| Szwecja           | 6       |
| Australia         | 12      |
| Nowa Zelandia     | 7       |